# Boethus apicalis
Boethus apicalis är en stekelart som beskrevs av Henry Keith Townes, Jr. och Gupta 1992. Boethus apicalis ingår i släktet Boethus och familjen brokparasitsteklar. Inga underarter finns listade.